# Lista över underrättelseorganisationer

## Lista över statliga organisationer för underrättelseinhämtning, spionage och "covert operations"
| - Afghanistan - Khedamat-e Etelea'at-e Dawlati (Upphört) - Albanien - Sigurimi (Upphört) - National Intelligence Service (NIS/SHIK) - Argentina - Central Nacional de Inteligenzia (CNI) - Australien - Australian Security Intelligence Organisation (ASIO) - Australian Secret Intelligence Service (ASIS) - Defence Signals Directorate (DSD) - Bosnien och Hercegovina - Agencija za istrage i zaštitu (SIPA) - Obavještajno-sigurnosna agencija (OSA) - Brasilien - Agência Brasileira de Inteligência (ABIN) - Serviço Nacional de Informações (SNI) (Upphört) - Bulgarien - Durzhavna Sigurnost (DS) - Colombia - Departamento Administrativo de Seguridad (DAS) - Danmark - Politiets Efterretningstjeneste (PET) - Forsvarets Efterretningstjeneste (FE) - Egypten - General Directorate of State Security Service - Estland - Kaitsepolitseiamet - Finland - Skyddspolisen (Skypo) - Signalprovanstalten - Frankrike - Défense et Sécurité du Territoire (DST) - Deuxieme Bureau (Defunct) - Service de documentation Extérieure et de Contre-espionnage (SDECE, 1946–1982) - Direction Générale de la Sécurité Extérieure (DGSE, 1982–) - Secretariat General de la Defense Nationale (SGDN) - Indien - Central Bureau of Investigation (CBI) - Intelligence Bureau (IB) - Research and Analysis Wing (RAW) - Iran - SAVAK, Shahens säkerhetspolis - Ministry of Intelligence and Security - Irak - General Intelligence Directorate (Upphört) - Special Security Service (Upphört) - Israel - ha-Mossad le-Modiin ule-Tafkidim Meyuhadim (Mossad) - Sherut ha-Bitachon ha-Klali (Shin Bet) - Italien - Comitato Parlamentare per la Sicurezza della Repubblica (CO.PA.SI.RE) - Comitato Interministeriale per la Sicurezza della Repubblica (C.I.S.R.) - Dipartimento delle Informazioni per la Sicurezza (D.I.S.) - Agenzia Informazioni e Sicurezza Interna (A.I.S.I.) - Agenzia Informazioni e Sicurezza Esterna (A.I.S.E.) - II Reparto - Informazioni e Sicurezza (R.I.S.) - Anello (servizio segreto) (1950–1980). - Japan - Public Security Investigation Agency (PSIA) - Jordanien - General Intelligence Department - Kanada - Canadian Security Intelligence Service (CSIS) https://web.archive.org/web/20110122181612/http://www.csis-scrs.gc.ca/ - Communications Security Establishment (CSE) - Kina - Ministeriet för statssäkerhet (MSS / Guoanbu) - Kuba - Directorate General of Intelligence (DGI) - Revolutionary Armed Forces Intelligence - Libyen - Jamahiriya el Mukhabarat - Mexiko - Dirección Federal de Seguridad (DFS; 1947–1985) - Centro Nacional de Inteligencia (CNI; 1989–) - Nya Zeeland - Government Communications Security Bureau - Security Intelligence Service - Norge - Etterretningstjenesten - Pakistan - Pakistan Intelligence Bureau - Directorate for Inter-Service Intelligence - Polen - Urząd Bezpieczeństwa (UB, 1944–1954) - Służba Bezpieczeństwa (SB, 1956–1990) - Urząd Ochrony Panstwa (UOP, 1990–2002) - Agencja Wywiadu (AW, 2002–) - Agencja Bezpieczenstwa Wewnetrznego (ABW, 2002–) - Wojskowe Slużby Informacyjne (WSI, 1991–2006) | - Rumänien - Departamentul de Informații Externe (DIE) - Direcția de Informații a Armatei (DIA) - Serviciul de Informații Externe (SIE) - Serviciul de Pază și Protecție (SPP) - Serviciul Român de Informații (SRI) - Ryssland - Federalnaya Sluzhba Bezopasnosti (FSB, fortsättningen på KGB) - Glavnoye Razvedyvatelnoye Upravlenie (GRU) - Sluzhba Vneshney Razvedki (SVR) - Sovjetunionen (SSSR) - Cheka (1917–1922) - Gosudarstvennoye Politicseskoye Upravleniye (GPU, 1922–1923) - Obyedinennoye Gosudarstvennoye Politicheskoye Upravleniye (OGPU, 1923–1934) - Narodnyi Kommissariat Vnutrennih Del (NKVD, 1934–1946) - Ministerstvo Vnutrennih Del (MVD, 1946–1954) - Ministerstvo Gosudarstvennoi Bezopastnosti (MGB, 1943–1953) - Komitet Gosudarstvennoj Bezopasnosti (KGB; 1954–1991) - Schweiz - Nachrichtendienst (SND) https://web.archive.org/web/20031019233445/http://www.vbs.admin.ch/internet/gs/snd/d/dsnd.htm - Spanien - Centro Superior de Información de la Defensa (CESID) (–2002). - Centro Nacional de Inteligencia (CNI) (2002–) - Storbritannien - Department of Naval Intelligence - Government Communications Headquarters (GCHQ) - Joint Intelligence Committee (JIC) - MI8 (Upphört) - Secret Intelligence Service (SIS/MI6) - Security Service (MI5) - Special Operations Executive (SOE, under andra världskriget) - Sydafrika - National Intelligence Agency - South African Secret Service - Bureau of State Security (BOSS) (upphört) - Civil Cooperation Bureau (CCB) (upphört) - Sydkorea - National Intelligence Service (South Korea) (NIS) - Sverige - Kontoret för Särskild Inhämtning (KSI) - Militära underrättelse- och säkerhetstjänsten (MUST) - Operativa insatsledningen (OPIL) - Försvarets radioanstalt (FRA) - Totalförsvarets forskningsinstitut (FOI) - Säkerhetspolisen (Säpo) - Tjeckien - Bezpecnostni informacni sluzba (BIS) - Urad pro zahranicni styky a informace (UZSI) - Tjeckoslovakien - Federal Directorate of Intelligence Services (FSZS, Upphört) - Hlavni Sprava Rozvedky (HSR, Upphört) - Tyskland - Förbundsrepubliken Tyskland (BRD) (Västtyskland) (1949–) - Bundesamt fur Verfassungsschutz (BfV) - Bundesnachrichtendienst (BND) - Militärischer Abschirmdienst (MAD) - Nazityskland 1933-1945 delvis också Weimarrepubliken (1919–1933) - Abwehr - Geheime Staatspolizei (Gestapo) - Sicherheitsdienst (SD) - Östtyskland (DDR) (1949–1990) - Ministerium für Staatssicherheit (MfS eller Stasi) - Hauptverwaltung Aufklärung (HVA) var en del av Stasi - Turkiet - Milli Istihbarat Teskilan (MIT) - Jandarma Istihbarat ve Terorle Mucadete (JITEM) - Ungern - Államvédelmi Hatóság (AVH) - Nemzetbiztonsági Hivatal (NBH) - USA - Air Intelligence Agency (AIA) - Army Security Agency (ASA) - Central Intelligence Agency (CIA) - Defense Intelligence Agency (DIA) - Department of Homeland Security (DHS) - Federal Bureau of Investigation (FBI) - National Security Agency (NSA) - Naval Security Group (NSG) - Office of Strategic Services (OSS, föregångare till CIA) - United States Secret Service (Secret Service) - Venezuela - Servicio Bolivariano de Inteligencia Nacional SEBIN - Österrike - Bundesamt für Verfassungsschutz und Terrorismusbekämpfung (BVT) - Heeresnachrichtenamt (HNA) - Abwehramt (HAA eller HAbwA) |